# 데포르티보 파스토
데포르티보 파스토(Deportivo Pasto)은 콜롬비아에 위치한 파스토를 연고로 하는 축구팀이다. 이 팀은 1949년에 창단했다.

## 선수 명단

### 현역
- 헤수스 킨테로
- 구스타보 브리토스

### 역대
틀:데포르티보 파스토 선수 명단